# قائمة مسلسلات رمضان 2013
قائمة مسلسلات رمضان 1434 هـ هذه قائمة بالمسلسلات التلفزيونية التي تم عرضها في شهر رمضان 1434 هـ 2013م:

## كوميديا[2]
| اسم المسلسل         | يعرض على      | معلومات      |
| ------------------- | ------------- | ------------ |
| سكتم بكتم 4 (مسلسل) | روتانا خليجية | الجزء الرابع |
| صبايا 5             | روتانا خليجية | الجزء الخامس |
| شفت الليل 2         | روتانا خليجية | الجزء الثاني |
| صح عليك             | روتانا        |              |
| أحلى أيام           | روتانا        |              |
| حاميها وحراميها     | روتانا        |              |
| مسلسليكو            | روتانا        |              |
| واي فاي 2 (برنامج)  | روتانا        |              |
| فنجان البلد 1       | قناة رؤيا     | الجزء الأول  |

## درامي[3]
| اسم المسلسل          | يعرض على          | معلومات |
| -------------------- | ----------------- | ------- |
| فرح ليلى (مسلسل)     | روتانا            |         |
| العقرب - رقصة الموت  | روتانا            |         |
| خلف الله             | روتانا            |         |
| اسم مؤقت             | روتانا            |         |
| محال                 | روتانا            |         |
| جار القمر (مسلسل)    | تلفزيون الراي     |         |
| آسيا (مسلسل)         | إم بي سي 1        |         |
| أبو الملايين (مسلسل) | إم بي سي 1        |         |
| المجهوله (مسلسل)     | التلفزيون السعودي |         |
| القاصرات (مسلسل)     | إم بي سي دراما    |         |
| يا من هواه (مسلسل)   | سي بي سي          | 1       |